# Krasnopil, Ciudniv
Krasnopil (în ucraineană Краснопіль) este o comună în raionul Ciudniv, regiunea Jîtomîr, Ucraina, formată numai din satul de reședință.

## Demografie
Componența lingvistică a comunei Krasnopil
     Ucraineană (99,02%)
     Alte limbi (0,9%)
Conform recensământului din 2001, majoritatea populației comunei Krasnopil era vorbitoare de ucraineană (99,02%), existând în minoritate și vorbitori de alte limbi.